# Carmelo Anthony
Carmelo Kiyan Anthony (født 29. maj 1984 i New York City, New York) er en amerikansk tidligere basketballspiller, der sidst spillede som small forward i NBA-klubben Los Angeles Lakers. Anthony kom ind i ligaen i 2003 og spillede tidligere for Denver Nuggets og New York Knicks. Anthony er blevet udtaget til ligaens All-Star kamp 10 gange mellem 2007 og 2017. Carmelo Anthony var desuden NBA rekordholder af flest point lavet i samme quarter med 33 point mod Minnesota Timberwolves tilbage i 2008, indtil Klay Thompson i 2015 overgik den med 37 points i et quarter mod Sacramento Kings.[kilde mangler]

## Landshold
Anthony spillede på det amerikanske landshold ved fire olympiske lege. Første gang var ved OL 2004 i Athen, hvor holdet, baseret på tidligere OL-resultater, varfavoritter, selvom det havde skuffet ved blot at blive nummer seks ved seneste VM. Holdet blev også blot nummer fire i indledende pulje efter to nederlag, men det var nok til at komme med i knockout-fasen. Her blev det til sejr over Spanien i kvartfinalen, inden holdet i semifinalen tabte til Argentina, der senere vandt guld med finalesejr over Italien. USA sikrede sig bronze med sejr over Litauen, som holdet havde tabt til i indledende runde.
Anthony var også med til at vinde VM-bronze i 2006, inden han igen var med på holdet til OL 2008 i Beijing. Her havde holdet ny træner, og med Kobe Bryant, Dwyane Wade og LeBron James i spidsen vandt amerikanerne den indledende pulje stensikkert. I kvartfinalen blev det sikker sejr over Australien, i semifinalen over Argentina, og i finalen sikrede amerikanerne sig guldet med sejr på 118-107 over verdensmestrene fra Spanien, der dermed fik sølv, mens Argentina fik bronze.
Ved OL 2012 i London var NBA-stjernerne igen på toppen med blandt andet Anthony, Bryant og James, og holdet vandt igen alle kampe i indledende runde. I kvartfinalen blev Australien besejret, mens Argentina i semifinalen ligeledes måtte indkassere et nederlag, hvorpå finalen mod Spanien blev en ret tæt affære, hvor amerikanerne først i kampens sidste par minutter sikrede sig guldet med 107-100, så Spanien fik sølv, mens Rusland fik bronze.
Anthonys sidste OL var 2016 i Rio de Janeiro, hvor amerikanerne igen var store favoritter, selvom flere af de store stjerner som LeBron James og Stephen Curry havde valgt legene fra. Som sædvanligt vandt USA alle kampe i indledende runde, mens sejre over Argentina og Spanien sikrede holdet endnu en finale, der kom til at stå mod Serbien, hvilket var en gentagelse af VM-finalen fra 2014. Amerikanerne genvandt overbevisende guldet med en 95-66-sejr, så Serbien fik sølv og Spanien bronze.